# Joc de miralls (obra teatral)
Joc de miralls és una obra teatral d'Annie Baker centrada en les sessions d'un curs de teatre que té lloc a la ciutat de Vermont. Va ser estrenada a l'Off-Broadway el 2009 i va rebre el Premi Obie a la millor obra americana de nova creació.

## Produccions destacades
Joc de miralls va ser estrenada a l'Off-Broadway al teatre Playwrights Horizons el 13 d'octubre de 2009 i es va estar en cartell fins al 31 de gener de 2010. Dirigida per Sam Gold, el repartiment va comptar amb Reed Birney (Schultz), Tracee Chimo (Lauren), Peter Friedman (James), Deirdre O'Connell (Marty) i Heidi Schreck (Theresa). L'obra va rebre Premi Obie a la millor obra estatunidenca de l'any de nova creació (compartit amb The Aliens de la mateixa autora), a les millors interpretació, producció i direcció (Sam Gold). També va ser nominada als Drama Desk Award, com a millor obra i millor direcció. El repartiment va rebre el premi especial Drama Desk, pel seu excel·lent treball de conjunt.
Va ser estrenada a Europa en una producció del Royal Court Theatre al Rose Lipman Building de Haggerston, a Londres, el 5 de juliol de 2013, i representada fins al 3 d'agost, dirigida per James Macdonald i amb un repartiment format per Toby Jones (Schultz), Imelda Staunton (Marty), Shannon Tarbet (Lauren), Danny Webb (James) i Fenella Woolgar (Theresa).
L'any 2015 el Teatre Lliure de Barcelona va presentar una traducció catalana de l'obra. Amb traducció de Cristina Genebat i sota la direcció de Juan Carlos Martel Bayod i escenografia i vestuari d'Alejandro Andújar, la peça va ser interpretada per Aina Clotet (Teresa), Eduard Farelo (Xus), Jordi Martínez (Jaume), Isabel Rocatti (Martina) i Elena Tarrats (Laura). Va ser estrenada l'11 de febrer i va representada fins al 15 de març d'aquell any.

## Antecedents
Joc de miralls es va desenvolupar al Sundance Institute el 2008, dirigida per Sam Gold i al New York Theatre Workshop, amb el suport addicional del Sundance Institute Time Warner Storytelling Fellowship. L'obra està dedicada al «meu fantàstic director i als cinc magnífics actors».
Baker va declarar que «volia que el públic descobrís els personatges tot veient-los exercitar-se en la interpretació teatral. Volia que hi hagués silencis insuportables. Volia que es produís un enamorament dins del grup que deixés a un personatge avergonyit i l'altre amb el cor trencat. Volia que els personatges s'alternessin en els monòlegs.... Finalment, em vaig adonar que la gràcia de l'obra consistia en el fet que l'acció estava confinada dins els límits d'aquell petit espai anodí i sense finestres».
En una entrevista concedida el 2011, l'autora va explicar que, com moltes de les seves obres, «Joc de miralls va sorgir de la investigació, de la contemplació i d'un conjunt d'idees fragmentàries. Volia veure uns actors aficionats aprenent a actuar. En una habitació sense finestres d'un centre social».

## Argument
Un professor d'art dramàtic, Marty, fa classes d'interpretació a Vermont, en un centre social de la localitat. Les persones que s'inscriuen són Schultz, un fuster recentment divorciat, Lauren, una estudiant de secundària de caràcter molt reservat, Theresa, una actriu retirada, i el marit de Marty, James. Marty fa que els estudiants realitzin diversos exercicis d'actuació: han de fer d'arbres, de llits i de guants de beisbol. Un dels exercicis consisteix en explicar les seves vides als altres. A mesura que s'insinua un possible enamorament, poc a poc cadascú va manifestant la seva personalitat. En un exercici final, Lauren s'imagina retrobant Schultz al cap de 10 anys i explicant-se l'un a l'altre què els ha passat.

## Crítica
The New York Times va qualificar l'obra d'«absorbent, de ritme indefallible i molt divertida», i afegia que «l'artificialitat dels exercicis d'actuació emfatitza per contrast la naturalitat de la vida i els sentiments reals dels personatges».
El crític de The Guardian va escriure que «com em va passar amb The Aliens, em vaig trobar admirant la sensibilitat de Baker mentre anhelava una mica més de força teatral. Tot és molt subtil, i tot i que Baker ens parla molt sobre els seus personatges, se'ns diu ben poc sobre Vermont. El text és d'una gran perspicàcia, encara que penso que és una obra de teatre que mira cap endins sobre gent que mira cap endins».
Arran de la seva estrena a Barcelona la crítica Anna Molas va escriure a la revista digital Núvol que «Joc de miralls és un elogi a la senzillesa, a la bellesa de la quotidianitat i a la interpretació com a força terapèutica. A la vegada ens recorda que fer teatre de veritat no vol dir posar-se màscares, sinó justament treure-se-les per descobrir les persones que hi ha darrere».